# Carole Wainaina
Carole Wamuyu Wainaina (* 1966 in Kenia) ist eine kenianische Managerin. Sie war von Oktober 2014 bis April 2017 Beigeordnete Generalsekretärin der Vereinten Nationen für Humanressourcen. 

## Leben
Ihr Abitur machte Wainaina an der Loreto High School in Limuru. Sie erlangte einen Bachelor of Business Degree von der University of Southern Queensland in Australien. Ihre Karriere begann sie als Beraterin bei PricewaterhouseCoopers in Kenia. Später hatte sie hochrangige Positionen bei Royal Philips und Coca-Cola inne. Sie war Chief Human Resources Officer und Mitglied des Exekutivausschusses bei Royal Philips in den Niederlanden, bevor am 25. September 2014 der Generalsekretär der Vereinten Nationen Ban Ki-moon ihre Ernennung zur beigeordneten Generalsekretärin der Vereinten Nationen für Humanressourcen ankündigte.
Zurzeit arbeitet Wainaina in Casablanca, Marokko, als Chief Operating Officer für den Africa50 Infrastructure Fund.